# Nil Cardoner i Gratacós
Nil Cardoner i Gratacós (Girona, 16 de setembre de 1998) és un actor català. Ha actuat a sèries de televisió com Polseres vermelles, on feia de Roc, i Infidels, totes dues emeses a TV3.
La seva primera aparició en televisió va ser el seu debut en la sèrie Zoo. Posteriorment, la sèrie Polseres vermelles seria la que li donaria la fama. El 2012 va participar en l'obra de teatre Dinou. El 2014 es va emetre la pel·lícula Seve, on participa al costat de José Luis Gutiérrez. També va participar en la pel·lícula Fènix 11·23 com a protagonista, acompanyat de Mireia Vilapuig, companya de rodatge de Polseres vermelles. Gràcies a aquesta pel·lícula va ser nominat el 2013 al Gaudí al millor actor al costat de l'Àlex Monner, protagonista de Polseres vermelles.
Germà de la també actriu de TV3 Nonna Cardoner.

## Filmografia

### Teatre
- Dinou com a Cesc (2012)
- Col·laboració amb El món màgic de Júlia de Maribel Bover (2013)
- Be my baby, com a Pepe (2018-2019)
- Una història real (2019), escrita i dirigida per Pau Miró[5]
- Tot el que passarà a partir d’ara (2023), escrita per Joan Yago i dirigida per Glòria Balañà[6]

### Sèries de televisió
- Zoo, com a Jan Hervera (2008)
- Infidels, com a Oriol Barbal Moliner (2009-2011)
- Polseres vermelles, com a Roc (2011-2013)
- Polònia, en diversos papers (actualitat)
- Les de l'hoquei, com a Òscar (2019)
- Com si fos ahir, com a Marcel (actualitat)

### Cinema
Llargmetratges
- Negro Buenos Aires (2009)
- Mil cretins (2011)
- Fènix 11·23 (2012)
- Seve (2014)
- Tocats pel foc, de Santiago Lapeira (2019)[7]

Curtmetratges
- Mami me quiere más a mí (2010)
- En la azotea (2014)